# Maddanakunte, Hiriyur
Maddanakunte là một làng thuộc tehsil Hiriyur, huyện Chitradurga, bang Karnataka, Ấn Độ.